# ایدسون نابر
ایدسون نابر (انگلیسی: Édson Nobre؛ زادهٔ ۲ مارس ۱۹۸۰) یک بازیکن فوتبال اهل آنگولا است.